# Dirty Projectors
Dirty Projectors — американская группа из Бруклина (Нью-Йорк), образованная в 2002 году. Коллектив исполняет музыку в достаточно самобытном стиле, который критики сравнивали одновременно с творчеством Дэвида Бирна, поп-звёзд Бейонсе и Мэрайи Кэри, экспериментального рок-музыканта Фрэнка Заппы и классических прог-рокеров Yes. Впрочем, лидер группы Дэвид Лонгстрет отвергает многие из подобных сравнений.

## История
Лонгстрет выпустил первый альбом The Graceful Fallen Mango под своим собственным именем в 2002 году, когда учился на первом курсе в Йельском университете. С помощью Адама Форкнера из группы Yume Bitsu он записал и выпустил The Glad Fact на лейбле Western Vinyl под именем The Dirty Projectors. В 2005 году вышел концептуальный альбом The Getty Address, записанный в сопровождении большого оркестра и хора и посвящённый музыканту Дону Хенли. За этой работой в 2006 году последовал мини-альбом New Attitude EP.
В 2007 году Dirty Projectors выпустили альбом Rise Above с песнями Black Flag, восстановленными Лонгстретом по памяти. На пластинке впервые предстал характерный для группы контраст между вокалом Лонгстрета и гармониями Эмбер Коффман и Сюзанны Уэйч, которую позднее заменила Эйнджел Дерадурян. В поддержку альбома коллектив исполнил песни на акустической сессии в программе Take-Away Show; выступление было снято Винсентом Муном.
В апреле 2008 года Dirty Projectors подписали контракт с лейблом Domino, на котором 9 июня 2009-го вышел их следующий студийный альбом Bitte Orca. В том же году группа записала с Дэвидом Бирном песню «Knotty Pine» для сборника Dark Was the Night, выпущенного Red Hot Organization. Вместе с Бирном они исполнили эту песню, а также «Ambulance Man» (ещё один совместный трек, не вошедший в сборник) на концерте Dark Was the Night Live в нью-йоркском Radio City Music Hall 3 мая 2009 года. Первым синглом с Bitte Orca был выпущен «Stillness Is the Move»; одноимённая песня с вокалом Коффман вдохновлена фильмом Вима Вендерса «Небо над Берлином».
8 мая 2009 года музыканты Dirty Projectors вместе с Бьорк выступили на благотворительном концерте в Нью-Йорке. Коллектив планировал издать мини-альбом под названием Temecula Sunrise в сентябре 2009 года. Релиз был отменён, однако два трека из него («Ascending Melody» и «Emblem of the World») были размещены для бесплатного скачивания в начале 2010 года.
30 июня 2010 года Dirty Projectors выпустили в цифровом формате мини-альбом Mount Wittenberg Orca, записанный с Бьорк. Его расширенная версия вышла 28 сентября того же года и содержала концертные выступления, несколько бисайдов и кавер-версию песни Боба Дилана.
В 2016 году Дэвид Лонгстрет и Эмбер Коффман прекратили как личные, так и профессиональные отношения, что привело к фактическому распаду группы. В одиночестве Лонгстрет начал работать над новым полнометражным альбомом, который вышел в феврале 2017 года.

## Дискография
- The Glad Fact (2003)
- Morning Better Last! (2003)
- Slaves’ Graves and Ballads (2004)
- The Getty Address (2005)
- Highlights from the Getty Address (2006)
- New Attitude EP (2006)
- Rise Above (2007)
- Bitte Orca (2009)
- Ascending Melody (2010)
- Mount Wittenberg Orca [с Бьорк] (2010)
- Swing Lo Magellan (2012)
- Dirty Projectors (2017)